# David Gibb
David Gibb (Methil, 31 de outubro de 1883 – Edimburgo, 28 de março de 1946) foi um matemático e astrônomo escocês. Foi o primeiro a usar o termo integração numérica.

## Vida
Gibb nasceu em Methil, próximo a Leven, Fife, filho mais velho de Robert Gibb e sua mulher Joanna. Frequentou a escola pública em Leven e depois o George Watson's College em Edimburgo (1896–1899). Estudou matemática e ciências na Universidade de Edimburgo, onde obteve a graduação em 1906, onde começou a lecionar matemática em 1909.
Em 1910 foi eleito fellow da Sociedade Real de Edimburgo, por proposição de George Chrystal, Frank Dyson, Cargill Gilston Knott e Ellice Horsburgh.
Durante a Primeira Guerra Mundial trabalhou no Ballistic Department Ordnance Committee no Royal Arsenal em Woolwich, calculando remotamente complexos ângulos de tiro para atingir alvos ocultos ou obscuros, como a Península de Galípoli.
Retornou para a Universidade de Edinburgo após a guerra. A partir de 1920 foi presidente da Sociedade Matemática de Edimburgo.
Em 1934 foi promovido a reader em matemática, cargo no qual permaneceu até morrer em 28 de março de 1946 em Edimburgo.

## Publicações
- A Course in Interpolation and Numeric Integration for the Mathematical Laboratory (1915)